# Буддийские храмы и монастыри Монголии

## История
Первые буддийские монастыри (монг. Бурханы шашны хийд) монголов, джунгаров и бурят представляли собой комплексы соответствующим образом обустроенных юрт, кочевавших вместе с родами их владельцев-лам или ставками феодалов.
Первый стационарный монастырь в северной Монголии (Халхе), — Эрдэни-Дзу, — был построен Тушэту-ханом Абатаем в 1585 году. Со времени Дзанабадзара, первого монгольского Богдо-гэгэна, в Халхе началось массовое строительство новых монастырей. Монастыри основывались и содержались всеми слоями общества — от общеимперской администрации и халхаских ханов до мелкой знати и сомонных аратских сообществ.
К моменту социалистической революции 1921 года в Монголии насчитывалось свыше тысячи крупных и мелких монастырей и храмов. В период религиозных репрессий Чойбалсана большая часть их была разрушена и заброшена; имущество конфисковано. К настоящему времени монгольским буддистам возвращена часть уцелевших монастырей и храмов. К 1997 году в стране насчитывалось более 160 храмов и монастырей, включая заново построенные.

## Типология монастырей

### Морфология
- Хурэ́ (монг. хүрээ) — изначально монастырь, при котором постоянно жило духовенство (ср.: курень). Их-хурэ, резиденция Богдо-гэгэна, была крупнейшим кочующим монастырём Халхи, впоследствии осевшим и выросшим до размеров города. В настоящее время хурэ в Монголии не осталось.
- Сумэ́ (монг. сүм) — изначально храм, ламство которого не жило при нём постоянно, собираясь лишь по дням крупных праздников, либо отдельный храм в крупном монастыре. В настоящее время словом «сүм» именуются храмы любых религий.
- Хийд (монг. хийд) — небольшой монастырь, предназначенный для проведения затворов. Сравним с православным скитом. В настоящее же время хийдом, напротив, именуется любой монастырь.

В дореволюционной Монголии за монастырями чаще всего закреплялся в качестве части названия тип, характеризовавший его на момент постройки, независимо от текущих социальных реалий. В настоящее время из них бытуют лишь хийд в значении «монастырь» и сүм в значении «храм». В российских же регионах расселения монгольских народов закрепилась следующая номенклатура:
- Дуга́н (от тиб. འདུ་ཁང། — зал собраний) — «часовня», отдельно стоящий или монастырский храм у бурят, а также в Монголии.
- Даца́н (от тиб. གྲྭ་ཚང།) — в Тибете изначально отделение, факультет при крупном монастыре, в котором ведётся обучение цаниду. У бурят слово приобрело значение «монастыря» вообще; у монголов — отдельный храм при крупном монастыре, не обязательно связанный с учебным процессом.
- Хуру́л (от монг. хурал — собрание) — общее именование буддийского храма у калмыков и тувинцев.

### Принадлежность

#### Административная
При маньчжурской династии в Халхе существовали следующие типы монастырей:
- Императорские — построенные и содержавшиеся на средства бюджета империи Цин. Духовенство привлекалось либо жалованием, платившимся империей, либо прикомандировывалось по одному от хошуна. Пример императорского монастыря — Амарбаясгалант.
- Хутухтинские (монг. хутагтын), иначе гэгэновские (монг. гэгээний) — монастыри, построенные монгольской знатью в качестве резиденций монгольских религиозных иерархов и переданные им в дар. Обычно с передачей монастыря передавалось и некоторое количество собственных подданных, получавших статус «учеников» («шабинаров»; монг. шавь нар) данного иерарха. После смерти владельца наследовались его следующим перерождением-тулку. Пример такого монастыря — Их-хурэ. Крупные монгольские хубилганы часто имели до десятка подконтрольных им монастырей разного типа.
- Родовые (административно-территориальные) — строившиеся первоначально на средства родов, с деградацией родовых структур переходили в ведение административно-территориальных единиц — хошунов и сомонов.
- Частные — построенные на личные средства отдельного милостынедателя. После смерти своего патрона чаще всего приходили в упадок.

В настоящее время немногочисленные сохранившиеся с 1930-х годов монастыри находятся либо в ведении Монгольской Ассоциации буддистов (напр. Гандантэгченлин) или других религиозных организаций страны (Амарбаясгалант), либо — в качестве музеев и памятников культуры — содержатся государством (напр., Чойжин-ламын-сумэ, Манзушир и большая часть построек в Эрдэни-Дзу).

#### По религиозным направлениям
В Монголии представлены практически все буддийские школы и учения, существовавшие в Тибете.
- Сакья (монг. саж) — к этой школе изначально принадлежал первый стационарный монастырь Халхи — Эрдэни-Дзу. Влияние школы сакья в литургике сохранялось в Монголии вплоть до репрессий 1930-х годов. В конце 2000-х годов сакья начала восстанавливать своё присутствие, построив монастырь «Сакья-пандита Дхармачакра» в Улан-Баторе и его отделение «Лэгшад Норовлин» в Эрдэнэте.[2]
- Гелуг (монг. гэлүг) — школа, которая преобладает со времени вторичного проникновения буддизма в Монголию, начавшегося в XVI веке.
- Карма-кагью (монг. гарма гаржид) — значительное количество последователей этой школы в конце XVII века откочевало на юго-восток Халхи, образовав Западно-Хучидский хошун. Первый карма-кагьюпинский храм в столице, административно относившийся к Баргутскому аймаку, был основан ещё при Дзанабадзаре, и на протяжении XVIII—XIX веков Богдо-гэгэны несколько раз приглашали лам этой традиции в Ургу. Ламы этой школы широко распространили в монастырях Монголии культ особой формы дхармапалы Махакалы — Бернагчена (ber nag can; монг. Бернаг Махгал). В настоящее время в Улан-Баторе существует единственный храм карма-кагью — «Уржин Пэрэнлайн».[3]
- Ньингма (монг. нингма) — вторая по распространённости в стране. К ней относится монастырь Хамарын-хийд, а также столичные храмы Уржиншаддувлин и Пунцоглин.

## Типология храмов

### Морфология

#### Стандартные
- Главный (монг. гол сүм) — храм для проведения регулярных хуралов; в малых монастырях — центральное строение комплекса. В крупных монастырях с подразделением штата на несколько общин-отделений (монг. аймаг) каждая община имела собственный главный храм.
- Охранительский (монг. докшидын сүм; сахиусны сүм; тиб. ཆོས་སྐྱོང།) — храм, посвящённый частному божеству-охранителю данного монастыря; напр., охранитель бурятского Анинского дацана — Джамсаран. В Монголии данный храм считался обязательным даже для совсем небольшого монастыря.
- Соборный (монг. цогчин сум; от тиб. ཚོགས་ཆེན། — собор) — в крупных монастырях с несколькими общинами, имеющими собственный главный храм — храм, предназначенный для общих собраний всего духовенства во время важнейших праздничных церемоний.

#### Специализированные
- Цанидский (монг. цанидын сүм) — в монастырях, где ведётся обучение цаниду — храм для проведения учебных философских диспутов.
- Тантрический (монг. жудын сум) — храм для проведения тантрических обрядов и церемоний. В монастырях школы гелуг миряне в эти храмы обычно не допускались.
- Астрологический (монг. зурхайн сүм) — храм для проведения церемоний, требуемых системой монгольской буддийской астрологии (зурхай).
- Медицинский (монг. эмчийн сүм) — для служб и церемоний согласно традиционной тибетской медицине.

Помимо этого набора, могут строиться храмы, посвящённые какому-либо отдельному будде, бодхисаттве или идаму, особым образом связанному с данным монастырём, напр. храм Майтреи в Иволгинском дацане и т. п.

### Архитектура

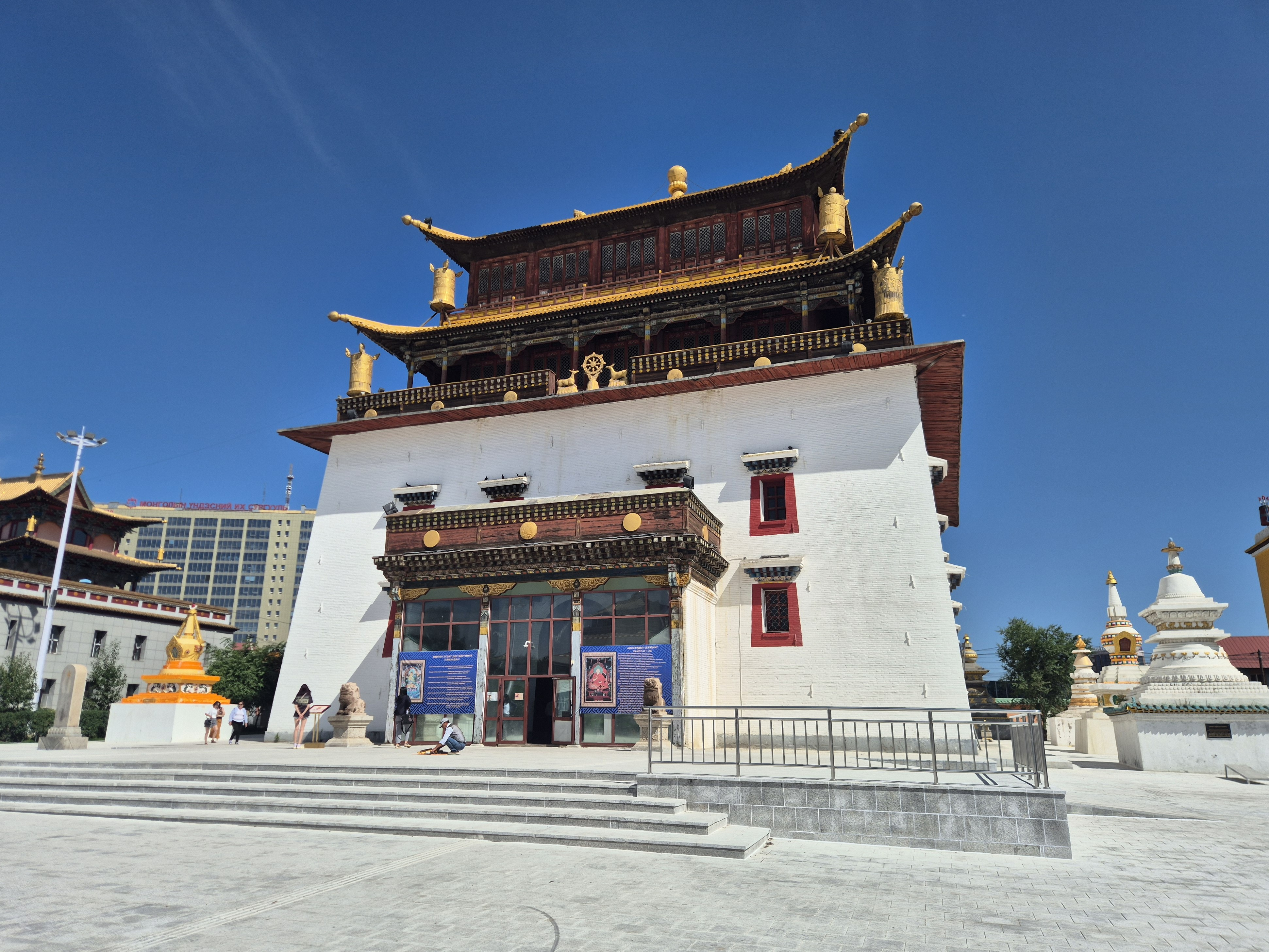
Храм бодхисаттвы Авалокитешвары (Гандан)

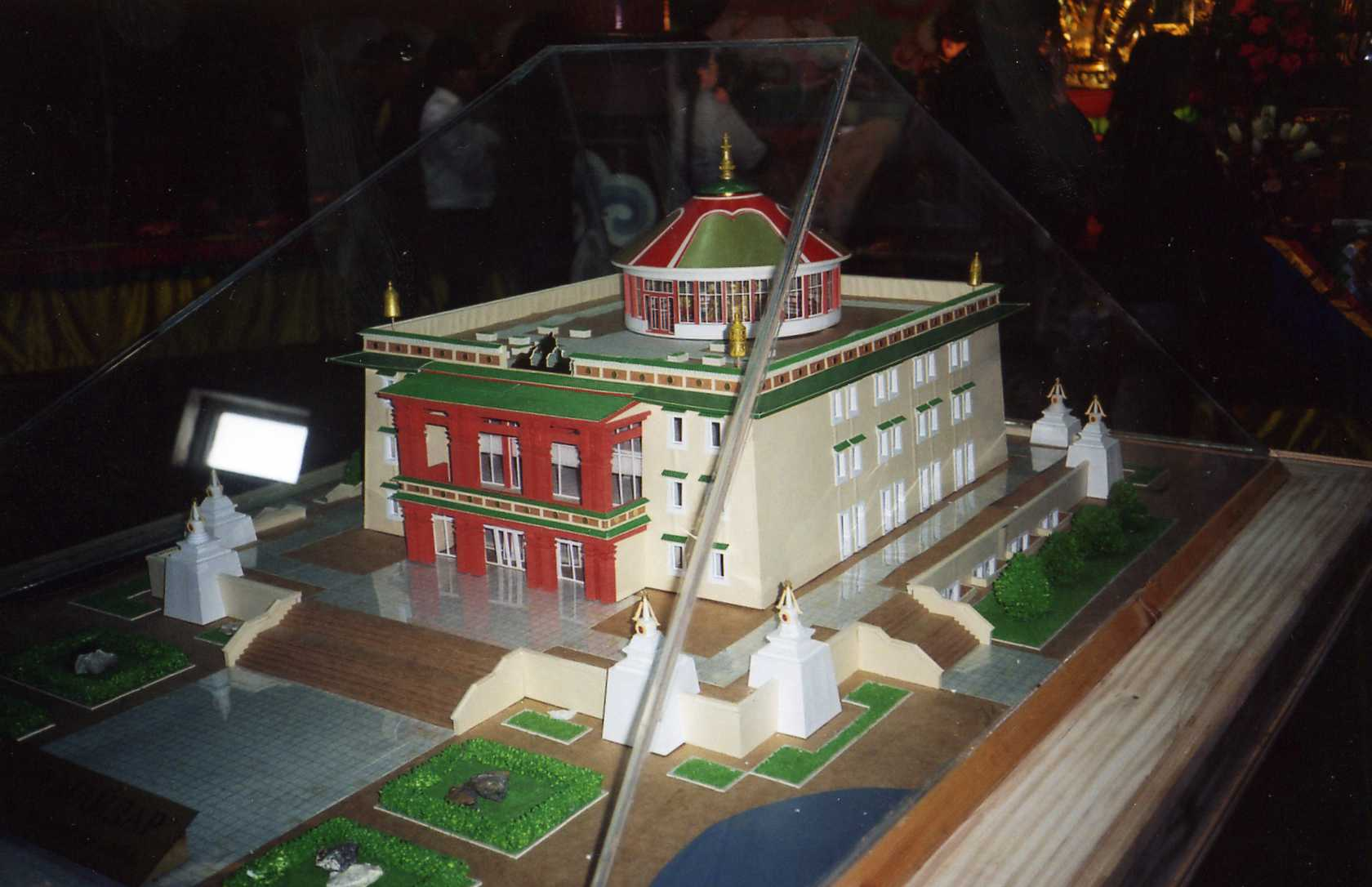
Реконструкция храма Майтреи. Проект хамбо-ламы Агван-Хайдава, сер. XVIII века

В старинной архитектуре Монголии искусствоведом Н. Цултэмом различаются 3 основных стиля, а также смешанные стили:

#### Монгольский стиль
Юрты и шатры стали основой для развития традиционной монгольской архитектуры. Многие монастыри начинали как юрты-храмы. Когда нарастала необходимость в увеличении вместимости, монгольские зодчие использовали шести- и двенадцатиугольные структуры с коническими верхушками. Дальнейшее увеличение вместимости привело к квадратной планировке. Крыши выполнялись в форме, напоминающей шатры. Монастырь Даши-Чойлинг представляет собой ансамбль юртообразных строений.

#### Тибетский стиль
В тибетском стиле с строились самые ранние буддийские храмы в Монголии собственно монгольской постройки. Храмов с чисто тибетской архитектурой в Монголии сравнительно мало; уже в первом стационарном монастыре Эрдэни-Дзу лишь один храм — Лавран — не имеет следов китайского влияния. Для храмов тибетского стиля характерна прямоугольная планировка (вытянуты с запада на восток), белые стены, плоские крыши.

#### Китайский стиль
Китайский стиль был наиболее распространён в Халхе. Для храмов характерны двускатные черепичные крыши, богатое декорирование, одноэтажность. Прекрасным примером китайского стиля является архитектура храмов Амарбаясгаланта.

#### Смешанные стили
Смешанные стили свободно сочетали вышеупомянутые три. Комбинации могли быть тибето-монгольской, китайско-монгольской, тибето-китайской, или же сочетанием всех трёх. Так, величественный храм Авалокитешвары в Улан-Баторе сочетает тибетскую архитектуру в нижней половине с китайской традицией в верхней половине. Храм Майтреи сочетал тибетский стиль с юртообразным завершением.

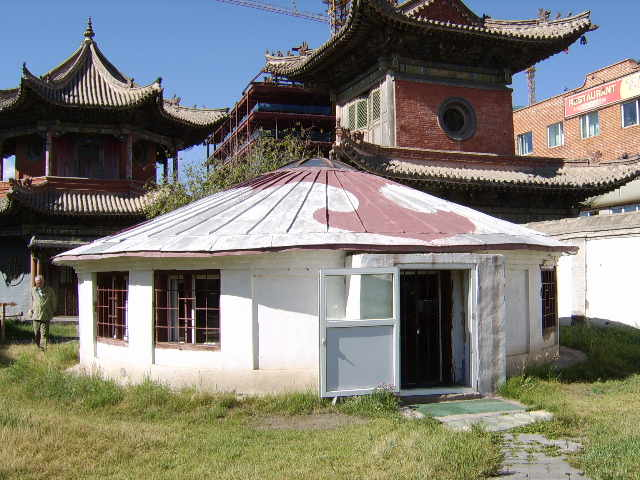
Юртообразная молельня в храме Чойджин-ламы
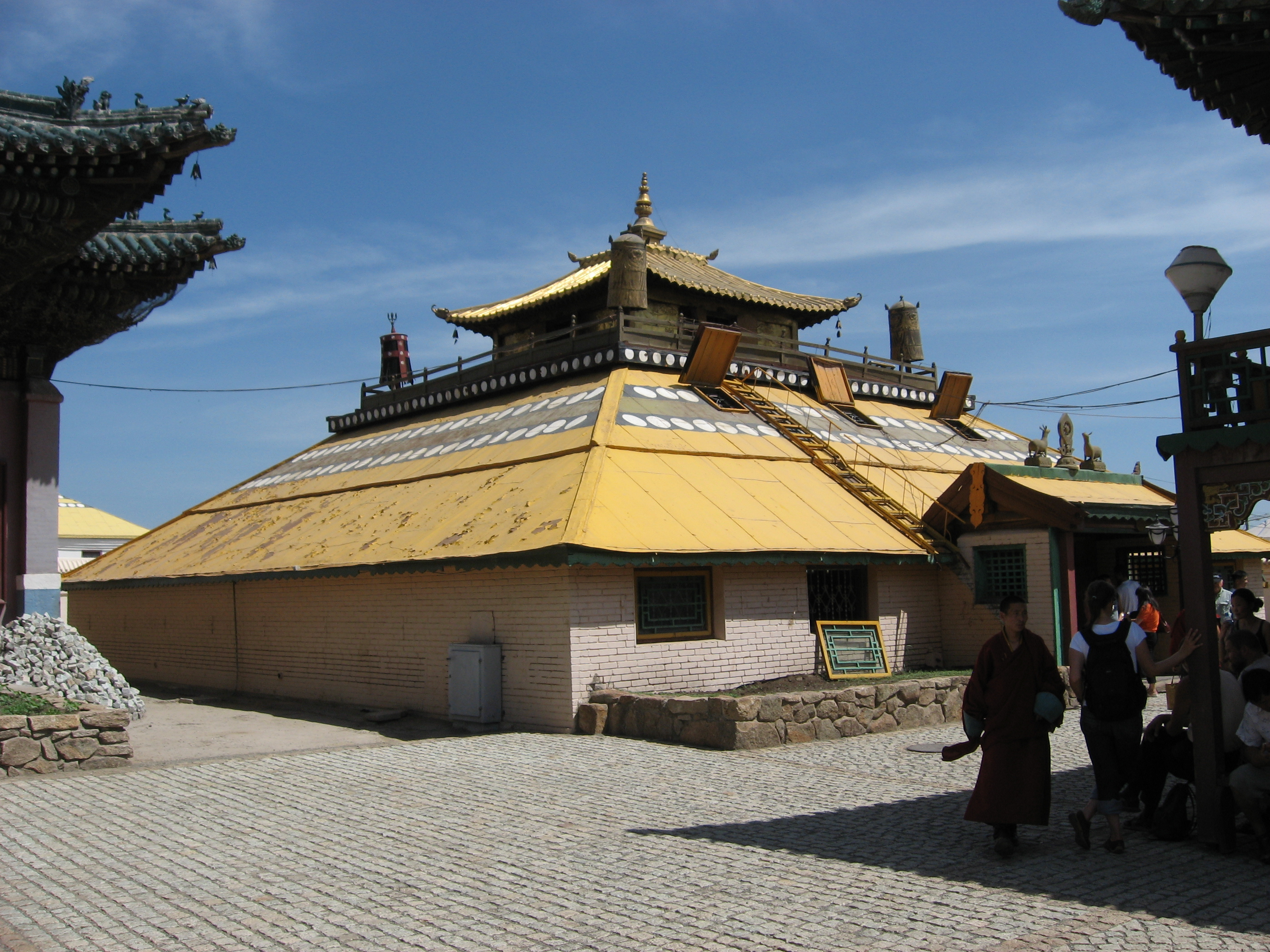
Квадратный храм в стиле, основанном Г. Дзанабадзаром
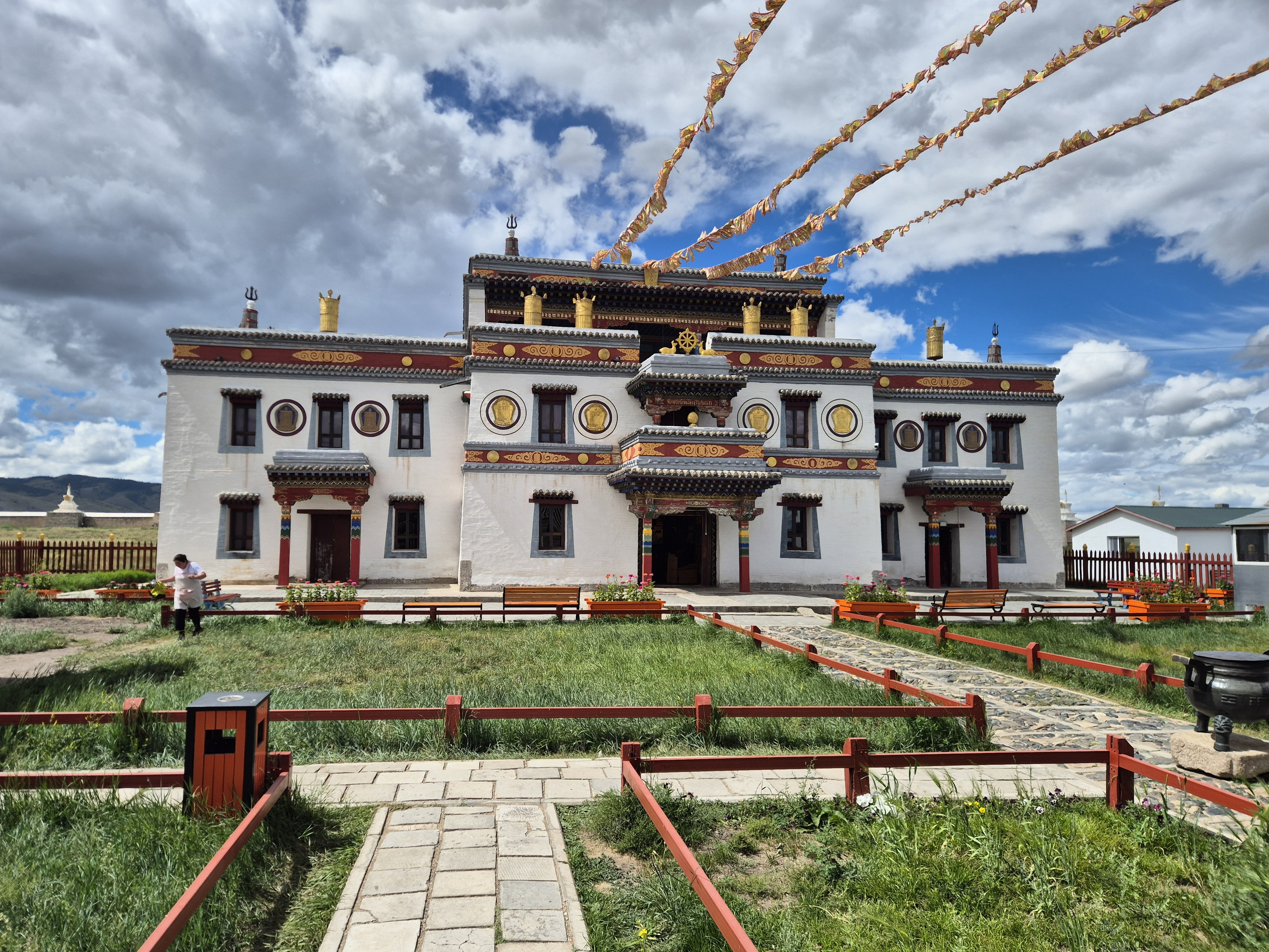
Храм Лавран в Эрдэни-Дзу — тибетский стиль
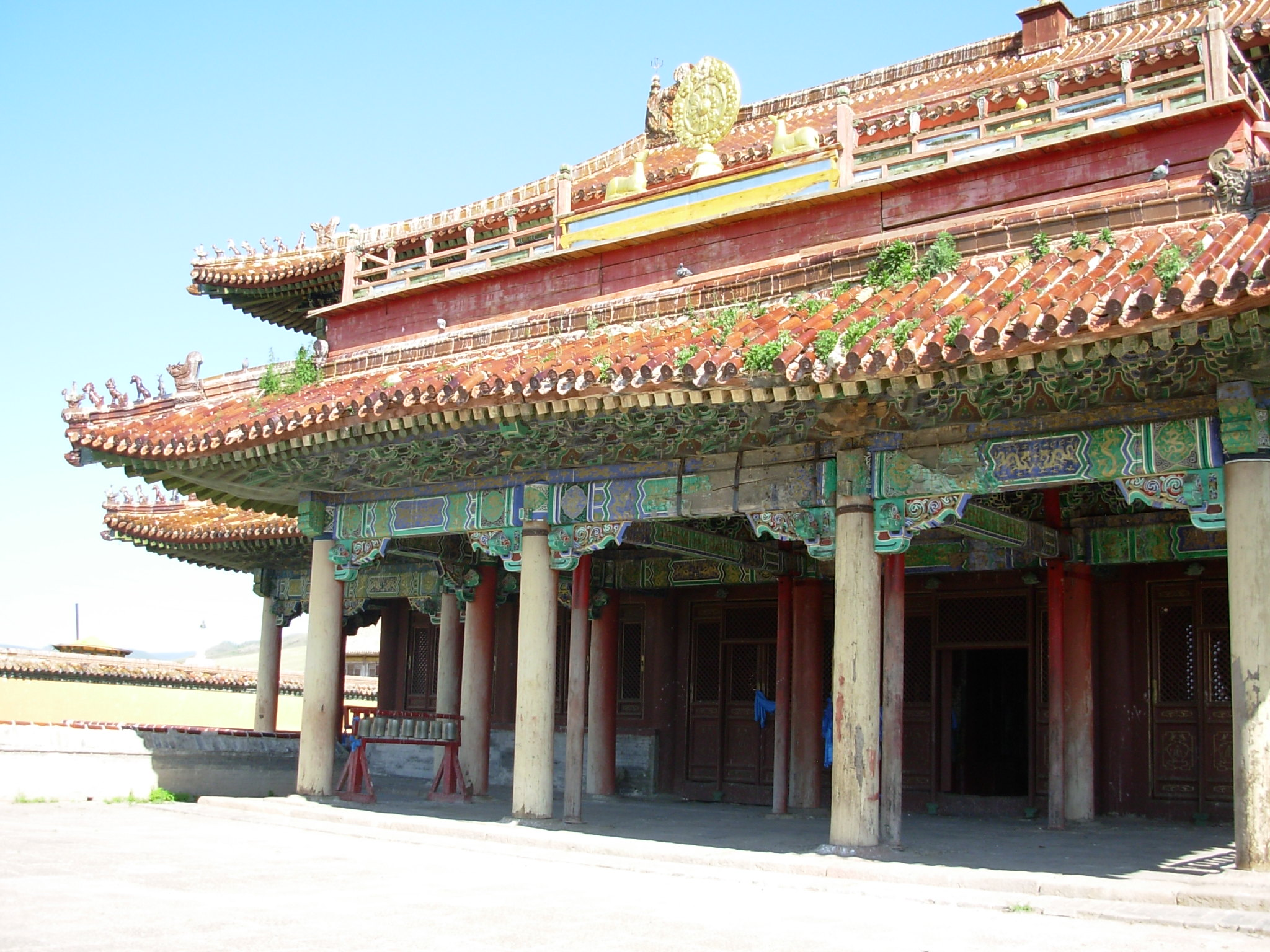
Главный (гол) храм Амарбаясгаланта — китайский стиль